# Jaime Morey
Jaime Morey (Alicante, 16 juni 1942 – Madrid, 7 juli 2015) was een Spaans zanger. Hij was erg succesvol in de jaren 60 en 70. 
Hij werd 2de op het Festival van Benidorm in 1964 met El barco, el mar y el viento. Drie jaar later deed hij dat nog eens over met Las mañanitas. In 1971 schreef hij zich in voor het televisieprogramma Pasaporte a Dublin om zo naar het Eurovisiesongfestival te kunnen. Karina bleef hem voor, maar een jaar later mocht hij wel zijn land vertegenwoordigen; met Amanece werd hij 10de.
Morey overleed in 2015 op 73-jarige leeftijd in Madrid.
- Biblioteca Nacional de España: XX846590
- Catàleg d'autoritats de noms i títols de Catalunya: 981058518370706706
- International Standard Name Identifier: 0000 0000 6112 7292
- MusicBrainz: c7d4dc17-e46b-4d37-bccd-5db597c8b130
- Virtual International Authority File: 87673912
- WorldCat: E39PBJtCyp6Y4bjCT6vQGRhmBP

1961: Conchita Bautista · 
1962: Víctor Balaguer · 
1963: José Guardiola · 
1964: Tim, Nelly & Tony · 
1965: Conchita Bautista · 
1966: Raphael · 
1967: Raphael · 
1968: Massiel · 
1969: Salomé · 
1970: Julio Iglesias · 
1971: Karina · 
1972: Jaime Morey · 
1973: Mocedades · 
1974: Peret · 
1975: Sergio & Estíbaliz · 
1976: Braulio · 
1977: Micky · 
1978: José Vélez · 
1979: Betty Missiego · 
1980: Trigo Limpio · 
1981: Bacchelli · 
1982: Lucía · 
1983: Remedios Amaya · 
1984: Bravo · 
1985: Paloma San Basilio · 
1986: Cadillac · 
1987: Patricia Kraus · 
1988: La Década · 
1989: Nina · 
1990: Azúcar Moreno · 
1991: Sergio Dalma · 
1992: Serafín Zubiri · 
1993: Eva Santamaría · 
1994: Alejandro Abad · 
1995: Anabel Conde · 
1996: Antonio Carbonell · 
1997: Marcos Llunas · 
1998: Mikel Herzog · 
1999: Lydia · 
2000: Serafín Zubiri · 
2001: David Civera · 
2002: Rosa · 
2003: Beth · 
2004: Ramón · 
2005: Son de Sol · 
2006: Las Ketchup · 
2007: D'Nash · 
2008: Rodolfo Chikilicuatre · 
2009: Soraya · 
2010: Daniel Diges · 
2011: Lucía Pérez · 
2012: Pastora Soler · 
2013: El Sueño de Morfeo · 
2014: Ruth Lorenzo · 
2015: Edurne · 
2016: Barei · 
2017: Manel Navarro · 
2018: Alfred & Amaia · 
2019: Miki · 
2021: Blas Cantó · 
2022: Chanel · 
2023: Blanca Paloma · 
2024: Nebulossa · 
2025: Melody